# Valpó vára
Valpó vára (horvátul: Stari grad Valpovo) egy vár Horvátországban, a Szlavónia északi szélén fekvő Valpó városában.

## Fekvése
A városka központjában fekvő park közepén található.

## Története
A várat 1410 körül a Karasica és a Vucsica összefolyásánál Maróti János kezdte építeni és 1431-ben bekövetkezett haláláig az építést nagyrészt be is fejezte. A várat először 1438-ban említik „Castrum Walpo” alakban. Fia László építette a várhoz a Szent László király tiszteletére szentelt kápolnát, amely a család temetkezési helye lett. A vár később is a Marótiaké maradt, egészen 1476-ig Maróti Mátyás macsói bán haláláig, akivel kihalt a dinasztia. A várat övező település Albert királytól kiváltságokat és vásártartási jogot kapott. 1481-ben Hunyadi Mátyás a valpói várkastélyt és birtokot unokatestvéreinek Geréb Mátyásnak és Péternek adományozta. 1512-ben Geréb Péter özvegye Kanizsai Dorottya kezével Perényi Imre nádor birtoka lett.
A vár ellen az első támadást 1543 tavaszának végén intézte a pozsegai bég, de valószínűleg nem járt sikerrel. Egy hónappal később azonban Ahmed ruméliai beglerbég jött a vár alá. Miután hosszasan ágyúzta a várat a falak minden oldalon ledőltek, vagy súlyosan megsérültek. Ekkor Ahmed általános rohamot indított, de a véres harcban a védők visszaverték a támadást. A források eltérőek abban, hogy a vár pontosan mikor adta meg magát. A várnagy a szabad elvonulás fejében adta át az erősséget, de a törökök ígéretüket megszegve, lesbe állították az akindzsiket, akik lemészárolták a kivonulókat.
A várat 1599-ben Pálffy Miklós átmenetileg visszafoglalta, de később újra török kézre került és csak a nagyharsányi csata után 1687. szeptember 30-án került vissza végleg Magyarországhoz. Ezután az udvari kamara birtoka, majd 1721-ben VI. Károly császár Prandau Péternek adományozta. Ebben az időben épült fel a település plébániatemploma is. 1801 végén a kastélyban tűz ütött ki, mely után Prandau József az épületet barokk stílusban építtette át és kibővítette. Ekkor kapta fényűző berendezését is. 1885-ben Prandau Gusztáv halálával a valpói uradalom a Normann-Ehrenfels családé lett, akik 1944-ig voltak a birtokosai. Ekkor a család a harcok elől Ausztriába költözött át, ahol ma is él. A második világháború utáni évtizedekben több intézmény is volt elhelyezve a várkastélyban: Valpovo önkormányzata, általános iskola, állami egyetem, kiskorúak javítóintézete, árvaház, a városi múzeum és mások. A várkastély felújítását a Kulturális Minisztérium finanszírozza, a munkákat a műemlékvédelmi osztály alkalmazottai felügyelik. A felújítás megkezdése előtt a kastélyt teljesen kiürítették, a városi múzeum értékes anyagait az épület egy részében őrzik.

## A vár mai állapota
A város központjában áll a Prandau-Normann várkastély középkori eredetű, barokk épületegyüttese, mely részben a középkori vár átépítésével, részben hozzáépítéssel jött létre. Alaprajza szabálytalan háromszög. Legrégibb része az a lakótorony, melyet még Maróti János macsói bán építtetett a 15. században. Központi épülete az emeletes, tornyos késő barokk kastély, az egykori uradalmi vendégház és fogadó. Ezen kívül az épületegyüttes részei még a kápolna, az egykori istálló és gazdasági épületek. A várkastélyt részben betemetett várárok, sáncok és tágas, parkosított térség veszi körül. A mai épületegyüttes helyén eredetileg a 15. századi síkvidéki vízivár állt, melynek központi része a lakótorony volt sáncokkal és mély árokkal övezve, melybe a Karasica vizét vezették. A 18. század első felében új tulajdonosa, a Prandau család kijavíttatta a romos várat és a déli szárny maradványaira monumentális barokk palotát építtetett, középső részén 37 méter magas toronnyal. Az épület az 1801-es tűzvészben súlyosan megrongálódott, mely után már klasszicista stílusban építették újjá. A várkastély 1885-ben házasság révén a Normann Ehrenfels grófi család tulajdona lett. Abban az időben összesen 62 szobája volt és a belső udvarral együtt 4031 m² volt az alapterülete. Mivel azóta semmi sem változott, ez az elrendezés a mai napig megmaradt. 
A Valpói vár azon kevés várak egyike, amelynek berendezését ma őrzik, de nem a kastélyban, hanem Zágrábban és Eszéken található múzeumokban és levéltárakban. A bútorok, festmények, könyvtár és levéltár értékes örökség, amelynek alapján képet lehet alkotni az itt folyt egykori életről. Az elmúlt utolsó két évtized alatt a kastélyt helyreállították, de nem teljesen. A várhoz mintegy 25 hektáros park tartozik nagy parkerdővel, mely a horvátországi parképítészet egyik legértékesebb példája. Hangsúlyozni kell a park két különleges értékét: elsőnek azt a barokk elképzelést, hogy a 18. századi parkerdőt csillag alakúra alakítsák ki, amelynek nyomai ma is láthatók (Zvjerinjak parkerdő), másodszor pedig azt a koncepciót, hogy az eredeti formában megőrzött tájat a klasszikus angol tájakra jellemző nagy rétekkel és kilátókkal, kertekkel egészítsék ki. A régi parkokat a 19. században leggyakrabban a romantika és a historizmus szellemében építették át, így a klasszikus angolkertek valódi ritkaságnak számítanak az ország területén. A parkban található növényfajok első összeírása 1957-ből származik, eszerint abban az időben 62 taxon volt a parkban, fák és cserjék, mely szám azóta tovább növekedett. Így 1988-ban már 144 faj volt. Ez a park helyreállításának, illetve az 1950-es évek és az 1960-as évek végén végrehajtott projektek alapján történő újratervezésének következménye.
A Prandau-Normann kastély falain belül álló Szentháromság-kápolna a város legrégibb szakrális épülete. A Marótiak középkori várán belül épült a 15. században késő gótikus stílusban. Eredeti titulusa Szent László volt. A török uralom idején dzsámivá alakították át. A török kiűzése után 1723-ban barokk stílusban megújították. Nemrég restaurálták és ennek során a szentélyben megtalálták az eredeti falak maradványait a befalazott ablaknyílásokkal, a régi faliképekkel és más részletekkel. A második világháború végéig oltárképe a híres bécsi barokk mester Johann Michael Rottmayr 1730-ban festett alkotása volt, melyet ma az eszéki képzőművészeti galériában őriznek. Másik nevezetessége az orgona, mely Angster József pécsi orgonaépítő mester műhelyében készült 1876-ban. Megrendelője Prandau Gusztáv báró maga is amatőr orgonista volt, alapítója és első elnöke a zágrábi Horvát Zenei Intézetnek. Az orgona 18 regiszteres, két manuálos, pedálos hangszer. Koncertekre is kiválóan alkalmas.
A kastély épületében működik 1956 óta a Valpovština Múzeum, amely mintegy 3000 tételes gyűjteménnyel rendelkezik a történelem, a régészet, a vadászat, az etnográfia, a zoológia és geológia, valamint a kézművesség és a művészet területén. A múzeum 1991-ig működött, amikor a háború miatt be kellett zárni. A háború és annak következményei lelassították a kastély és a múzeum helyreállítását. Noha továbbra sem működik az állandó kiállítás, a kastély középkori-barokk épületkomplexuma a látogatók számára nyitva áll. Megtekinthető a középkori torony, a kápolna, a keleti épületszárny és a kastély körüli park.